# 阿里山瑪翡咖啡
阿里山瑪翡咖啡（アーリーシャンマフェイコーヒー、別名: 鄒族咖啡）は、台湾省嘉義県大阿里区で生産されているスペシャルティコーヒーである。阿里山区の先住民族であるツォウ族（鄒族）によって栽培されている。瑪翡（マフェイ）はツォウ族の言語であるツォウ語から取られ、とても美味しく、飲みやすいという意味である。標高1000 m以上の高地で栽培される。
有機肥料を使用し、自然栽培法が用いられている。